# ウーゴ (トスカーナ辺境伯)
ウーゴ・ディ・トスカーナ（伊: Ugo di Toscana, 953/4年 - 1001年12月21日）は、トスカーナ辺境伯（在位：969年 - 1001年）、スポレート公およびカメリーノ侯（在位：989年 - 996年）。大公（il Grande）とよばれる。ウーゴは、歴代の辺境伯が何十年も顧みなかったトスカーナの行政組織を改革した。ウーゴはザクセン朝（イタリアでは961年以降）を支持し、神学者ペトルス・ダミアニは著書『De principis officio』において、ウーゴの公正さを称賛した。

## 生涯
ウーゴはイタリア王ウーゴの庶子トスカーナ辺境伯ウベルトの息子として生まれた。母ウィラはスポレート公・カメリーノ侯ボニファーチョ1世の娘であった。
992年、パンドルフォ1世（鉄頭侯）の未亡人で、夫の死後カプア侯領の摂政であったアロアラが死去した。パンドルフォの支配下では皇帝に従っていたカプアにおいて反乱が勃発し、ランデヌルフォ2世が殺害された。ウーゴはスポレート公として、南イタリアの諸侯の領地と皇帝とをつなぐ役目を担っており、パンドルフォの末子ライドルフォをカプア侯位に就け、反乱を鎮圧した。

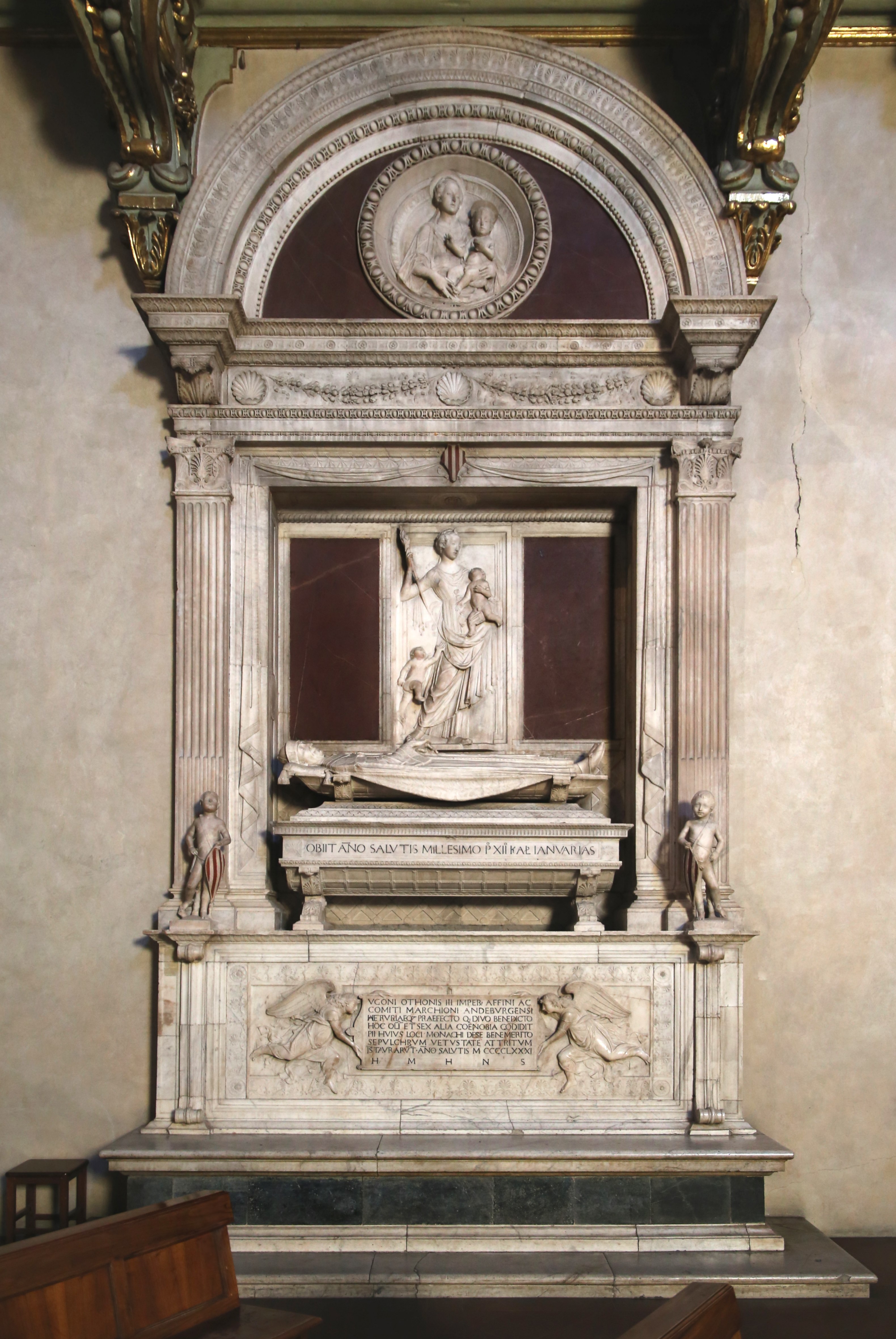
バディア・フィオレンティーナにあるミーノ・ダ・フィエーゾレによるウーゴの記念碑（1481年 - 1482年完成）

ウーゴは1001年にピストイアで死去し、ウーゴの所領は分裂した。1004年にはルッカとピサの間で戦争が勃発した。後に1027年から1115年までトスカーナ辺境伯位を継承したカノッサ家の勢力もウーゴには及ばず、支配領域もウーゴのそれには及ばなかった。ウーゴは妻ユディトとの間に子供がいなかったとも、イヴレーア辺境伯アルドゥイーノ2世と結婚したとみられる娘ウィラがいたともいわれる。ウーゴは母ウィラが978年に創建したバディア・フィオレンティーナに埋葬され、そこには後にミーノ・ダ・フィエーゾレにより記念碑が建てられた。ウーゴは現在も聖トマスの記念日である12月21日に、修道士により毎年追悼されている。ウーゴの生涯は後に伝説で彩られ、17世紀にはプラシド・プッチネッリにより高潔で敬虔な人物として記録された。ウーゴの墓所は天国が見える場所にあると言われていた。トスカーナの詩人ダンテは、『神曲』の天国篇XVI, 127-30において、ウーゴを「偉大なる領主」と呼んでいる。
| Ciascun che della bella insegna porta del gran barone il cui nome e il cui pregio la festa di Tommaso riconforta, da esso ebbe milizia e privilegio; | トマスの祭によりて 名と徳とをたえず顕すかの偉大なる領主の 美しき紋章を用いる者は、いづれも 騎士の位と殊遇とを彼より受けた; |